# Nož in jabolko
Nož in jabolko (1980) je prvi roman Ivanke Hergold o enem dnevu iz življenja tržaške profesorice Herte Jamnik, ki nam ga avtorica predstavi s pomočjo toka zavesti.

## Vsebina
Herta ima moraste sanje o že zaprtem smučišču. Njen cilj je priti od koče preko odmaknjene steze do glavne postaje. Zaradi naporne poti počije, iz gozda pa jo že opazujejo živali. V strahu spleza na drevo, takrat pa ji na pomoč priskoči skrivnostni glas, ki ji svetuje, naj živalim vrže kos mesa, nato pa izgine. Po smrtno nevarnem srečanju se Herta odpravi na postajo.
Ko se zgodaj zjutraj prebudi, ji sanje ne grejo iz glave. Prepričana je, da takšnih sanj ne bi imela, če bi prej počela kaj bolj produktivnega. Herta svoje sanje zapisuje in zapiske hrani v kleti, kar pa se možu Konradu zdi smešno in nesmiselno. 
Herta skuša zapeljati svojega moža, saj je potrebna ljubezni, medtem pa ji misli odtavajo. To jo razdraži, zato pobegne v kopalnico, kjer razmišlja o ljubezni med Tristanom in Izoldo, o svoji materi, skrivnostnem možu iz sanj, o svoji mladosti in staranju. 
Dopoldne se odpravi na trg, kjer opazuje dogajanje po restavracijah in barih, ob tem pa si misli svoje. Kupi raco, ki jo namerava pripraviti možu za kosilo, kar je njeno glavno dnevno opravilo. 
V šoli Herto čakata dve uri nadomeščanja, preden pa sploh pride do tja, se izgubi. Po dolgem iskanju prave poti končno najde glavno cesto, zaradi misli, ki ji rojijo po glavi, pa se nevede znajde pred zbornico. Tudi tam posluša pogovore drugih, vseskozi pa ji sledi sodelavka in prijateljica Pamela, ki jo nenehno obsoja in kritizira, a jo Herta vseeno poveličuje. 
Med potjo do učilnice sreča dijake, ki se je prav v ničemer ne bojijo, v resnici je ona tista, ki pred njimi skriva svoj strah. Razmišlja o svojih željah, potovanjih, spominja se svojega obiska Ravene, gledališča. Ko stopi v razred, se je primorana soočiti z jokajočo materjo dijaka, ki jo skrbi za sina.
S sodelavko Tanjo, vitalno in radikalno levičarko, se po službi odpravita v kavarno, kjer je Herta z mislimi popolnoma v svojem svetu, saj je ta drugačen od Tanjinega. Podobno se zamisli tudi na avtobusu na poti domov.
Ob peki race je čisto zmedena, ne najde noža, ne najde začimb, ob vsem tem kaosu pa se na vratih pojavi neznanec, ki od Herte zahteva denar in alkohol, jo spolno zlorabi, po vrhu pa se ji zažge še raca. Po nesrečnem dogodku obišče Pamelo in, kot vsak dan, skupaj spijeta skodelico kave. 
Ob sedmih zvečer se Herta odpravi k Tanji, kjer praznujejo objavo njene stote raziskave. Tanja povabljenim pokaže intervju s Pamelo in vsi so navdušeni, le Pamela se zave, da je njeno življenje žalostno in osamljeno. 
Po večerji se odpravijo h gospodu Pepeju, ki živi pod Tanjo, Herti pa se, čeprav ga je videla prvič, zdi neverjetno znan. Gostje skupaj izdelajo grafike in se zabavajo ob kozarcih vina, Pepe pa se na koncu le prestavi, kot se spodobi – njegovo pravo ime je namreč Ivan Cankar.

## Konstrukcija romana
Zgodba se dogaja v predmestju Trsta in je omejena na en zimski dan. Roman je zato razdeljen na 24 poglavij, ki si časovno sledijo: Ponoči, Ob petih zjutraj, Ob sedmih zjutraj, Ob osmi uri in tako naprej. V romanu se pojavita na videz nesmiselna motiva jabolka, vendar je to pomemben simbol, ki predstavlja življenje (omamno, voščeno rdeče, nekaj, kar lahko delimo na pol), in noža, ki simbolizira stvar, po kateri moramo poseči, če želimo jabolko zaužiti: »daj nož in pojejva tole jabolko« (Hergold 1980: 31)

## Kritike
"Nož in jabolko je njen doslej najobsežnejši tekst, ki pa ga ne moremo uvrstiti v zvrst romana, enostavno lahko rečemo, da gre za prosto pripoved, kjer pa so zaobjeti vsi mogoči pripovedni elementi." (Predan 1980)
"Budna ali v snu - naša junakinja se vseskoz na enak način ukvarja sama s seboj, kakor da bi pred ogledalom samozapeljivo slačila svojo "pravo" podobo, na samem nesramežljivo snemala varnostne krinke, se nenehoma ogledovala, kako se premika med ljudmi in predmeti, samozavestna in močna, hkrati pa nezaupljiva in krhka, dražeča in ranljiva. In kakor je bralcu na neredkih straneh žal, da pripoved o Nožu in jabolki ne zmore ali noče odpirati oči pred Hertino "širšo" geografsko in družbeno determinacijo, da pušča tako načrtno vnemar Trst, odpravljajoč ga z bežnimi, a tudi povsem splošnimi opazkami - tako mora priznati, da je v liričnem narcizmu, ki nosi to knjigo od začetka do konca vendar tudi izvir čisto svojske, izmuzljive poetičnosti." (Inkret 1980)
"Kljub premišljevanjem in spominjanju pisateljica glavne junakinje ni pokazala v vsej njeni duševni razsežnosti, kaj misli, kaj čuti. Res je toliko zunanjih dogodkov, da skoraj ne utegne misliti, vendar pa bi ob določenih trenutkih le pričakovali malo več odzivov, npr. ko ji napravi tujec silo, ko sreča mrtvega zlatarja. Ob njej sta dobro izdelani še Pamela in Tanja, tako da je to izrazit ženski roman. [...] Nož in jabolko je napredek v dosedanjem pisanju Ivanke Hergoldove." (Jevnikar 1981)
"Hergoldova je kot pisateljica, ki se je s Koroške preselila v Trst, zajela v svojo pripoved o enem dnevu slovenske intelektualke, bržkone gre za neke vrste avtobiografijo, subtilne miselne vzgibe, drobne doživljaje, asociacije, zaznave, ki se pojavljajo v njej, in jih povezala s prepoznavnim tržaškim okoljem." (Zlobec 1981)
"Knjiga Ivanke Hergold hote ali nehote (in za njeno avtonomno literarno kvaliteto tudi čisto nepomembno) marsikaj dolguje Joycevemu Uliksesu in nemara najbolj njegovi "Bloomovi liniji". En dan junakinje Herte Noža in jabolke je dvopolen, kakor naslov knjige: tu je "jabolko" tržaškega sveta, s svojimi "konkretnimi" dogodki in ljudmi ter pripadajočo "konkretno" (fabulativno) intimo in ideologijo; in "nož" notranjega monologa junakinje, nepretrgane "notranje" skrite opozicije paralelnega sveta njene zavesti, ki lupi jabolko "zunanjega" sveta, da ga moremo uzreti pod lupino, v vsej skritosti in mnogoplastnosti." (Zorn 1981)
"Pisateljica s tenkim prisluhom učinkovito prestreza dinamični utrip lastnih psiholoških vzgibov, ko z izvirnim ustvarjalnim pristopom izpove bogato niansiranost svojih misli in čustev." (Hafner 1981)
"Nož in jabolko [...] ni velik tekst po zasnovi, vendar je treba reči, da je avtorica napolnila njegovo "posodo" do roba; znala si je postaviti mejo, ki jo zmore doseči povsem izvirno in avtentično. In kot tak mora bralca pritegniti; v navidezno nepomembni temi bo z branjem odkril tisto vrsto vredno." (Zlobec 1981)
"Hergoldini lokalizmi pričajo o skrbno nadzorovani jezikovni zgradbi Noža in jabolke; ravnovesju knjižnega jezika in odstopanja od jezikovnih norm v korist življenjski pristnosti upodobljenih likov. (Kozelj 1990)
"Hergoldova pri evidentiranju stvari ne izbira in ne lepša, do resničnosti ima skoraj poguben odnos. " (Paternu 2013)